# Ska-core
Ska-core er en blanding af 1970'ernes two tone-ska med 1980'ernes punk, selvom visse bands indenfor ska-core nærmere blander ska med heavy metal (The Mighty Mighty Bosstones er hovedeksemplet).
Ska-core blev oprindelig udført af bands som The Mighty Mighty Bosstones, Operation Ivy og The Suicide Machines. 
Grundlæggende er der tale om en type af ska-påvirket punk; mens ska punk og two tone grundlæggende er ska-musik påvirket af punkmusikken er Ska-Core kendetegnet ved, at punkelementerne i musikken er de grundlæggende, mens ska er den sekundære påvirkning.